# Pleurothallis phalangifera
Pleurothallis phalangifera là một loài thực vật có hoa trong họ Lan. Loài này được (C.Presl) Rchb.f. miêu tả khoa học đầu tiên năm 1861.